# 2 Coelhos
2 Coelhos é um filme de ação brasileiro de 2012 escrito e dirigido por Afonso Poyart. É estrelado por Fernando Alves Pinto, Alessandra Negrini, Caco Ciocler, Marat Descartes, Roberto Marchese, Thaíde, Thogun, Neco Vila Lobos, Robson Nunes, Norival Rizzo, Aldine Müller e Yoram Blaschkauer. O filme caracteriza-se pelas inovações não muito comuns no cinema brasileiro, incluindo explosões, animações, elaborados efeitos visuais e referências de cultura pop. O filme também possui um roteiro com uma narrativa não-linear. Distribuído pela Imagem Filmes, foi lançado nos cinemas brasileiros em 20 de janeiro de 2012.
Recebeu 3 Grandes Prêmios do Cinema Brasileiro, incluindo indicações a Melhor Diretor e Melhor Roteiro Original para Afonso Poyart e Melhor Atriz para Alessandra Negrini. Também recebeu duas indicações no Los Angeles Brazilian Film Festival, nas categorias de Melhor Diretor (Afonso Poyart) e Melhor Atriz (Alessandra Negrini). Em 11 de maio de 2013, 2 Coelhos ganhou o prêmio de Melhor Montagem pela ABC - Associação Brasileira de Cinematografia.

## Sinopse
Após um grave acidente de carro, no qual uma mulher e seu filho são mortos, Edgar (Fernando Alves Pinto) é indiciado, mas consegue escapar da prisão graças à influência de um deputado estadual, Jader Kerteis. Logo em seguida ele parte para uma temporada em Miami, Flórida, nos Estados Unidos. Dois anos depois, Edgar retorna para a cidade de São Paulo com um elaborado plano em que pretende atingir tanto o deputado Jader (Roberto Marchese) que o ajudou, ele é considerado símbolo da corrupção política, quanto o Maicon (Marat Descartes), um criminoso que consegue escapar da justiça graças ao suborno de políticos influentes. Instigado, Edgar resolve colocar seu plano em prática e se aventura em busca de redenção ao colocar criminosos e corruptos em rota de colisão.

## Elenco
- Fernando Alves Pinto como Edgar[6]
- Alessandra Negrini como Júlia[7], uma promotora pública.
- Caco Ciocler como Walter[8], um ex-professor universitário.
- Marat Descartes como Maicon, chefe de quadrilha.
- Roberto Marchese como Jader, Deputado Estadual.
- Thaíde como Velinha[9], um bandido.
- Thogun como Bolinha, braço direito de Maicon.
- Daniel Torres como Indiano, capanga de Maicon.
- Neco Vila Lobos como Henrique, advogado de bandido.
- Robson Nunes como Cleiton, parceiro de Velinha.
- Norival Rizzo como Hermes, pai de Edgar.
- Aldine Muller como Sophia, esposa de Jader.
- Yoram Blaschkauer como Robério[10].

## Produção

### Desenvolvimento
Afonso Poyart escreveu o roteiro de 2 Coelhos em oito meses. Poyart contou que "queria adaptar corrupção e criminalidade no início, mas acabou virando mais que isso. É um cara comum meio justiceiro, que vive coisas que vivemos no dia-a-dia". A intenção de Poyart foi de atingir o público que vai muito ao cinema, mas vê pouco filmes nacionais. “Não é só comédia que dá certo no Brasil. Os filmes têm de falar com o público. O cinema que me interessa é o que fala com a audiência”, explicou.

### Filmagens
Com um orçamento de R$ 3,5 milhões de reais, 80% bancado pela produtora Black Maria Filmes, as filmagens de 2 Coelhos iniciaram em 01 de outubro de 2009 na cidade de São Paulo, com poucas cenas filmadas no litoral, em Guarujá e Santos.
Sobre o orçamento do filme Afonso Poyart diz:

Sou meio ansioso e resolvi começar logo, com nosso dinheiro mesmo. Só que a gente queria captar no meio do caminho e repor o caixa. É possível isto, ou nos disseram que era possível. Não aconteceu, acabamos captando pouco, apenas cerca de 20% do orçamento estimado. Então usamos dinheiro próprio, ao invés de incentivado. O que foi muito difícil, isto nos colocou em uma posição bem frágil.
Em relação ao cenário de São Paulo, o diretor conta que "Sempre quis fazer um filme sobre a impressão visual do seu cinza e de como ela é as vezes opressora, com seus prédios aglomerados. O filme é muito urbano e queria que ele transmitisse a realidade de uma típica metrópole sulamericana". Dessa forma, Poyart usou locações conhecidas como arredores do Mercado Municipal, a Rodovia dos Imigrantes, a Avenida do Estado, já demolido Edifício São Vito, Praça Roosevelt, Estádio do Pacaembu e Largo do Glicério. Durante as filmagens, a equipe chegou a enfrentar problemas de não conseguir limpar ou fechar uma rua. Poyart disse que manteve uma rua toda fechada por, no máximo, meia hora. "Não tem como a cidade parar", conta o diretor. As cenas internas incluem o Restaurante Spot, localizado no bairro Cerqueira César, o centro acadêmico da Faculdade de Direito da USP, transformado em um porão "geek" clandestino, e um barraco na Vila Brasilândia, zona norte.
O exército e a polícia favoreceu uma autorização especial á produção para o uso de armas de festim como fuzis AK-47 e AR-15. Foram disparados mais de 2.000 tiros de festim, destruindo uma parede de um barraco numa cena filmada na Brasilândia. Alessandra Negrini se sentiu desconfortável durante os momentos da filmagem que incluíram armas. As filmagens finalizaram em 10 de novembro de 2009 e o filme entrou em um ano e meio de pós-produção.

### Efeitos

Cena com efeitos de animação 3D onde Júlia luta com demônios de sua síndrome do pânico.

Sérgio Farjalla, que já havia trabalhado em filmes americanos como Os Mercenários e Fast Five, foi o diretor de efeitos especiais de 2 Coelhos. Para criar uma cena de uma partida de videogame semelhante ao jogo eletrônico Grand Theft Auto (GTA), Afonso Poyart pegou as primeiras filmagens do Fernando Pinto e o modelou em 3-D, tendo muita facilidade na área, pois já trabalhou também como animador. Outra cena que envolveu bastante o seu trabalhado de animador foi quando a personagem Júlia, interpretada por Alessandra Negrini, tem um confronto com monstros de sua crise de síndrome de pânico. Essa sequência demorou cerca de cinco meses para ser concluída.  Primeiramente, Alessandra passou por aulas de manuseio de espadas. Depois, ela foi filmada contra um fundo verde da técnica de efeito visual Chroma key, em seguida, os personagens e o fundo foram criados. Conclusão, tudo foi unido em uma única cena.
O filme também conta com cenas em desenhos de quadrinhos, que tiveram proximamente 20 profissionais envolvidos. Um dispositivo wireless foi adaptado para o filme junto a um disparador especial com alta precisão de velocidade. Coligado a uma câmera chamada Phantom HD que registra mil quadros por segundo, o dispositivo wireless concedeu os efeitos de slow motion das explosões.
Sobre os efeitos especiais contidos no filme Poyart diz:
Eu comecei como animador, eu tenho uma visão de diretor sempre usando efeitos para resolver uma cena. No começo do filme tem muita animação, muito efeito. Mas é a ótica do personagem, é como ele enxerga mais ou menos a realidade dele. Ele gosta de videogame, é um geek que gosta de Star Wars, ele está nesse universo. Conforme a trama vai se desenrolando, a coisa vai ficando mais real.

## Lançamento
2 Coelhos foi lançado nos cinemas brasileiro pela distribuidora Imagem Filmes, em 20 de Janeiro de 2012. O longa estreou com mais de 300 cópias em todo o Brasil (em São Paulo foram 33 salas).

### Recepção da crítica
Francisco Russo, do website AdoroCinema, afirmou "Como um todo 2 Coelhos é um bom filme, com grandes chances de cair nas graças de quem aprecia filmes de ação. O apuro técnico salta aos olhos e merece ser louvado, não apenas pela qualidade mas também pela ousadia". A respeito a frase “brasileiro não sabe fazer ação”, o critico disse que Afonso Poyart mostrou que é possível.
Rubens Ewald Filho, em seu blog para o portal de notícias R7, escreveu "A melhor coisa para mim é o roteiro que é muito complexo e até confuso como preza o gênero. É cheio de vai e vem, dá umas pitadas críticas na corrupção brasileira e, aos poucos, vai explicando o que ficou no ar".
Érico Borgo, do site de cultura pop Omelete, avaliou o filme com três "ovos", em dois máximo de cinco, dizendo que "2 Coelhos tem uma linguagem que pode revitalizar as produções nacionais de grande circuito, hoje em sua maioria muito mais obcecadas com comediantes ruins e em parecer novelas. E entre parecer novela e lembrar um filme do Guy Ritchie, eu não tenho a menor dúvida do que prefiro ver nas telonas brasileiras".
Pablo Villaça, em seu portal Cinema em Cena, escreveu "Experiência divertida e jamais entediante que certamente calará aqueles que alegam que o Brasil não é capaz de fazer um bom Cinema de gênero (afirmação que, além de tola e preconceituosa, é historicamente incorreta), 2 Coelhos nos apresenta a um diretor obviamente talentoso que precisa apenas de um pouco de autodisciplina para crescer".

### Bilheteria
Em seus dois dias de estreia, de 20 a 22 de janeiro de 2012, 2 Coelhos levou mais de 98 mil pessoas para o cinema. No total, foram 247.025 ingressos vendidos, com uma receita de R$ 3.828.975 milhões de reais.

## Prêmios e indicações

### Grande Prêmio do Cinema Brasileiro 2013
No Grande Prêmio do Cinema Brasileiro 2013 em oito categorias:
- Melhores Efeitos Visuais - Carlos Faia, Gus Martinez e Xico de Deus (venceu)
- Melhor Trilha Sonora Original - André Abujamra e Marcio Nigro (venceu)
- Melhor Edição - Afonso Poyart, André Toledo e Lucas Gonzaga (venceu)
- Melhor Diretor - Afonso Poyart (indicado)
- Melhor Roteiro Original - Afonso Poyart (indicado)
- Melhor Atriz - Alessandra Negrini (indicado)
- Melhor Som - André Tadeu, Rodrigo Ferrante, Lia Camargo e Tide Borges (indicado)
- Melhor Maquiagem - Doel Sauerbronn (indicado)

### Associação Brasileira de Cinematografia
Na edição de premiação da Associação Brasileira de Cinematografia em 2013:
- Melhor Montagem em Longa-Metragem - Afonso Poyart, Lucas Gonzaga e André Toledo (venceu)[5]

### Los Angeles Brazilian Film Festival
Na edição de 2012 do Los Angeles Brazilian Film Festival:
- Melhor Diretor para Afonso Poyart[31][32] (indicado)
- Melhor Atriz para Alessandra Negrini (indicado)

## Planejado remake hollywoodiano
Em maio de 2012, foi reportado pelo site da revista Variety que a produtora americana Tango Pictures havia comprado os direitos de refilmagem de 2 Coelhos. O remake seria o segundo projeto em desenvolvimento da recém-criada produtora. Na época, Poyart disse que ele seria um produtor executivo e acrescentou: “A ideia é fazer outro filme. No momento, a Tango está contratando roteiristas que vão dar um novo tratamento à história e à aclimatação para o público norte-americano.” O orçamento do filme custaria entre 10 e 12 milhões dólares. Depois do anúncio em 2012, não houve mais atualizações sobre o projeto. 